# Gymnetis pantherina
Gymnetis pantherina är en skalbaggsart som beskrevs av Hermann Burmeister 1842. Gymnetis pantherina ingår i släktet Gymnetis och familjen Cetoniidae.

## Underarter
Arten delas in i följande underarter:
- G. p. zikani
- G. p. meleagris
- G. p. callispila
- G. p. immunda